# 曼迪里图巴
曼迪里图巴是巴西巴拉那州的一个市镇。总面积379.179平方公里，总人口21498人，人口密度56.7人/平方公里。